# Michelle Dickinson
Pour les articles homonymes, voir Dickinson.
Michelle Emma Dickinson, également connue sous le nom de Nanogirl, est une nanotechnologue et enseignante en sciences basée en Nouvelle-Zélande.

## Enfance et éducation
Dickinson a grandi à Hong Kong, aux États-Unis et au Royaume-Uni. Elle avait une grand-mère maltaise, un grand-père anglais et une mère chinoise de Hong Kong. Cela a peut-être accru sa conscience des différences culturelles. Son père était un soldat anglo-maltais.
Elle a montré des compétences en codage informatique à l'âge de huit ans,. Dickinson a obtenu une maîtrise en ingénierie à l'université de Manchester et un doctorat en génie des matériaux biomédicaux à l'université Rutgers, avec une thèse intitulée « Surface variations affecting human dental enamel studied using nanomechanical and chemical analysis » en 2005,.

## Vie professionnelle
Dickinson a mis en place et dirige le seul laboratoire d'essais nanomécaniques de Nouvelle-Zélande, qui mène des recherches sur la rupture de matériaux extrêmement petits tels que les cellules.
Dickinson est maître de conférences en génie chimique et des matériaux à l'université d'Auckland et chercheuse associée au MacDiarmid Institute for Advanced Materials and Nanotechnology (en).

### Nanogirl
Dickinson a dit qu'elle avait l'habitude d'être douloureusement timide et d'avoir peur de parler en public. Sur les conseils d'un coach parlant, elle a inventé l'alter-ego "Nanogirl" comme moyen de vaincre ses nerfs. Au départ, Dickinson utilisait le nom "Nanogirl" pour écrire un blog scientifique, puis, au fur et à mesure qu'il devenait plus populaire, elle créa une chaîne YouTube et commença à prendre la parole dans les écoles et lors d'événements. Elle a régulièrement des allocutions à la radio et à la télévision et est invitée à des événements tels que les conférences TED. En décembre 2016, Dickinson a présenté une émission expérimentale scientifique théâtrale en direct intitulée "Little Bang, Big Bang" dans des villes et des écoles de Nouvelle-Zélande au cours d'une tournée de trois semaines dans le pays.

### Bénévolat
Dickinson a cofondé l'association caritative OMGTech en 2014 avec Vaughan Rowsell et Rab Heath pour offrir aux enfants de tous âges et de tous horizons un accès à des opportunités d'apprentissage sur la technologie. Les sessions impliquent un apprentissage pratique de l'impression 3D, du codage, de la robotique et de la science. L'association aide également les enseignants des écoles à faible décile à prendre confiance en l'utilisation de la technologie dans leur enseignement. En octobre 2016, Dickinson a démissionné de son poste chez OMG Tech pour se concentrer sur ses activités Nanogirl.

### Conception de vêtements
En 2015, Dickinson a collaboré avec la société de vêtements néo-zélandaise Icebreaker (en), un designer technique et un imprimeur pour produire une ligne de robes présentant des conceptions liées à la science et à la technologie.

### Écrivain
En 2017, Dickinson a écrit No.8 Re-Charged, un livre sur les innovations révolutionnaires de la Nouvelle-Zélande. En 2018, elle a écrit The Kitchen Science Cookbook, un livre présentant des expériences scientifiques pouvant être réalisées dans la cuisine.

## Prix et distinctions
En 2014, elle reçoit le prix du Premier ministre de la communication scientifique ainsi que le prix des communicateurs scientifiques (en) de l'Association des scientifiques de Nouvelle-Zélande.
En 2015, elle est lauréate de la Sir Peter Blake Leadership et elle est élue membre de l'Ordre du mérite de la Nouvelle-Zélande (MNZM) pour services rendus à la science, à l'occasion des Queen's Birthday Honours (en) 2015,. la même année elle reçoit la médaille Callaghan de la Société royale de Nouvelle-Zélande.
En 2016, elle est lauréate du prix des femmes d'influence néo-zélandaises (en) pour l'innovation et la science.
La Société royale de Nouvelle-Zélande la compte en 2017 parmi les « 150 femmes en 150 mots », célébrant les contributions des femmes au savoir en Nouvelle-Zélande.